# Ischyrocerus minutus
Ischyrocerus minutus är en kräftdjursart som beskrevs av Liljeborg 1855. Ischyrocerus minutus ingår i släktet Ischyrocerus, och familjen Ischyroceridae. Arten är reproducerande i Sverige.